# Fredrick Kleemichen
Fredrick Gary Kleemichen (* 26. August 1986) ist ein ehemaliger deutscher Basketballspieler. Der 2,07 Meter große Flügelspieler absolvierte zwei Bundesliga-Spiele für die Skyliners Frankfurt und war deutscher Juniorennationalspieler.

## Laufbahn
Kleemichen, der bis zum Alter von sechs Jahren im US-Bundesstaat North Carolina aufwuchs, spielte im Nachwuchs der BSG Bremerhaven und schaffte noch als Jugendlicher den Sprung ins Zweitligaaufgebot des Vereins. Zudem wurde er in den C-Kader des Deutschen Basketball Bundes berufen (2004 stand er auch im deutschen U20-Kader).
Er wechselte 2003 in die Nachwuchsabteilung der Skyliners Frankfurt und gehörte von 2003 bis 2006 zum (erweiterten) Bundesliga-Kader. Kleemichen verbuchte in dieser Zeit zwei Einsätze in Deutschlands höchster Spielklasse. Einen dieser Einsätze erhielt er während der Saison 2003/04, in der Frankfurt unter Trainer Gordon Herbert deutscher Meister wurde. 2003 wurde er zu „Basketball without Borders“, einer Sichtungsveranstaltung der NBA, eingeladen. In der Saison 2003/04 Spieljahr stieg er mit dem Frankfurter Kooperationsverein, MTV Kronberg, von der 1. Regionalliga in die 2. Bundesliga auf. In der Saison 2004/05 wurde Kleemichen von den Skyliners in einem Spiel der Euroleague (gegen ZSKA Moskau) eingesetzt.
2006 wechselte er zum Regionalligisten SpVgg Rattelsdorf, wo er von Holger Geschwindner gefördert wurde. Zur Saison 2007/08 unterschrieb Kleemichen beim Zweitligisten Cuxhaven BasCats, wo er bis zum Ende der Saison 2009/10 spielte. 2008 und 2010 wurde er mit dem Verein von der Nordseeküste jeweils Vizemeister der zweithöchsten deutschen Spielklasse.
Zur Saison 2010/11 schloss sich Kleemichen dem Regionalligisten VfL Stade an und ging nach einem Jahr dann zur BG Halstenbek/Pinneberg in die 2. Regionalliga, wo er Co-Trainer von Zoran Krezic wurde und in sechs Partien als Spieler aushalf. Beim Eimsbütteler TV wurde Kleemichen Trainer der Frauen, die er 2024 zum Meistertitel in der 1. Regionalliga Nord führte. Anschließend betreute der als Geschäftsführer einer Veranstaltungsagentur beruflich tätige Kleemichen die ETV-Frauen in der Saison 2024/25 in der 2. Bundesliga und gab dann das Amt aus persönlichen Gründen ab.